# Марочник Леонід Самойлович
Леонід Самойлович Марочник (12 березня 1934, Одеса) — радянський астрофізик, дослідник спіральної структури галактик і динаміки кометних хвостів, засновник кафедри фізики космосу Південного федерального університету в Росії, автор кілької науково-популярних книг.

## Наукова діяльність
Народився в Одесі. Онук видатного педагога-методиста Іллі Гринцера і троюрідний брат індолога Павла Грінцера.
1957 року закінчив фізико-математичний факультет Ростовського державного університету.
1962 року захистив кандидатську дисертацію «Взаємодія сонячних корпускулярних потоків з атмосферами комет».
У 1965 році створив та очолив сектор теоретичної астрофізики Інституту астрофізики АН Таджицької РСР.
У 1969 році захистив докторську дисертацію «Нестаціонарні процеси у зоряних системах» та прийняв пропозицію Юрія Жданова створити у Ростовському державному університеті кафедру астрофізики.
У 1980 році перейшов на роботу в Москву до Інституту космічних досліджень, де приєднався до групи дослідників майбутньої зустрічі з кометою Галлея в 1986 році. Очолив лабораторію № 39 Інституту космічних досліджень.
У 1992 емігрував до США. Працював у Computer Science Corporation, в Науковому інституті космічного телескопа та в Мерілендському університеті.
Написав кілька книг, є творцем динамічної теорії кометних хвостів, одним із авторів теорії спіральної структури галактик, спільно з Л. М. Мухіним є творцем концепції «Галактичного поясу життя» (1983).
Був наставником таких вчених, як Володимир Корчагін, Юрій Гришкан, Юрій Щекінов.

## Книги
- Марочник Л. С.. Физика комет. — Москва : Знание, 1962. — 40 с.
- Марочник Л. С., Насельский П. Д.. Вселенная: вчера, сегодня, завтра. — Москва : Знание, 1983. — 64 с.
- Марочник Л. С., Сучков А. А.. Галактика. — Москва : Наука, 1984. — 392 с. — 3300 прим.
- Марочник Л. С.. Свидание с кометой. — М. : Наука, 1985. — 208 с. — 130000 прим.
- Марочник Л. С.. Свидание с кометой. — Москва : Терра — Книжный клуб, 2008. — 320 с. — ISBN 978-5-275-01836-3.